# Erica Barbieri
Pour les articles homonymes, voir Barbieri.
Erica Barbieri, née le 2 mars 1981 à La Spezia, est une judokate italienne.
Elle a participé à l'épreuve des 70 kg aux Jeux olympiques d'été de 2012 et a perdu au premier tour contre Hwang Ye-Sul.

## Palmarès international en judo
| Championnats d’Europe    | Championnats d’Europe | Championnats d’Europe |
| Année                    | Médaille              | Catégorie             |
| ------------------------ | --------------------- | --------------------- |
| 2011                     | bronze                | –70 kg                |
| Jeux méditerranéens      |                       |                       |
| Année                    | Médaille              | Catégorie             |
| 2009                     | bronze                | –70 kg                |
| Jeux mondiaux militaires |                       |                       |
| Année                    | Médaille              | Catégorie             |
| 2007                     | or                    | –70 kg                |
| Universiade              |                       |                       |
| Année                    | Médaille              | Catégorie             |
| 2007                     | bronze                | –70 kg                |